# Izard megye
Izard megye az Amerikai Egyesült Államokban, azon belül Arkansas államban található. Megyeszékhelye Melbourne, legnagyobb városa Horseshoe Bend. Lakosainak száma 13 577 fő (2020. április 1.). Izard megye Fulton, Stone, Sharp, Independence és Baxter megyékkel határos.

## Népesség
A megye népességének változása:
| Lakosok száma | 13 678 | 13 569 | 13 505 | 13 368 | 13 445 | 13 577 |
|               | 2010   | 2011   | 2012   | 2013   | 2015   | 2020   |